# Briefmarken und Postgeschichte Großbritanniens

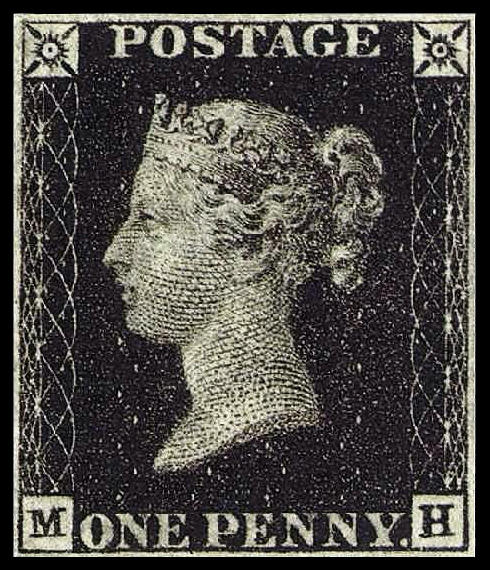
Die britische Penny Black gilt allgemein als erste Briefmarke der Welt.

Briefmarken und Postgeschichte Großbritanniens bietet einen Überblick über die Postgeschichte des Vereinigten Königreichs Großbritannien und (Nord-)Irland sowie die Briefmarken, die von diesem Land und seinen früheren Hoheitsgebieten bis zum heutigen Tag herausgegeben wurden.
Die Postgeschichte des Vereinigten Königreichs Großbritannien und Irland (seit 1927 Großbritannien und Nordirland) ist zumindest in einer Hinsicht bemerkenswert, wegen der Erfindung der Briefmarke im Jahr 1840, womit eine Voraussetzung für modernere Postsysteme geschaffen war.

## Die Anfänge
Die Geschichte beginnt im 12. Jahrhundert mit Heinrich I. von England, der Boten ernannte, die Briefe für die Regierung überbrachten. Zwischen 1100 und 1135 wurden von diesen Boten schätzungsweise 4.500 Briefe zugestellt. Privatpersonen mussten damals eigene Vorkehrungen treffen. Heinrich III. stattete die Boten mit Uniformen aus und Eduard I. richtete Posthäuser ein, in denen sie ihre Pferde wechseln konnten. Während der Herrschaft Eduard II. kamen die ersten postalischen Kennzeichen auf – handschriftliche Anmerkungen, die besagten „Haste, post haste“ („Eilig, schnellstmöglich“).
Heinrich VIII. gründete 1516 die Royal Mail, den königlichen Postdienst, und ernannte Brian Tuke zum „Master of the Postes“ (Postvorsteher). Elisabeth I. bestellte dann Thomas Randolph zum „Chief Postmaster“ (Obersten Postvorsteher). Unter Thomas Witherings, dem obersten Postvorsteher während der Herrschaft Karls I., wurde die Royal Mail mit einem geregelten System aus Poststraßen, Posthäusern und Angestellten der Allgemeinheit zugänglich gemacht 1635. Von diesem Zeitpunkt an bis zu den Postreformen 1839–1840 war es üblich, dass der Empfänger das Porto zahlte. Es war jedoch auch möglich, die Gebühr gleich beim Versand zu entrichten.
1661 ernannte Karl II. Henry Bishop zum ersten Postminister. Wegen Kundenbeschwerden über verspätete Briefe führte Bishop den sogenannten Bishop-Stempel ein. Das war ein kleiner Kreis, in dem Monat und Tag vermerkt waren. Zunächst wurde er in London, in der Hauptpost und in der Auslandsabteilung verwendet und bald darauf auch in Schottland (Edinburgh) und Irland (Dublin) übernommen. In den folgenden Jahren wurde das Postsystem von sechs Straßen zu einem landesweiten Netzwerk ausgebaut. Sowohl in Groß- als auch Kleinstädten kam es zur Gründung von Postämtern, von denen jedes über seinen eigenen Poststempel verfügte.
1680 gründete William Dockwra die Londoner Penny Post, einen Briefzustellungsdienst, der Briefe und Päckchen, die nicht mehr als ein Pfund wogen, innerhalb Londons und der unmittelbar angrenzenden Vororte für einen Penny zustellte.
Exkurs zur britischen Währung
Die Währungseinheit ist das Pfund Sterling. Es wird durch das Symbol £, ein stilisiertes „L“, gekennzeichnet, das sich von „libra“ ableitet, dem lateinischen Wort für Pfund. Bis zum Februar 1971 bestand ein Pfund aus zwanzig Schillingen (20s oder 20/-). Der Schrägstrich (/) leitet sich vom früher gebräuchlichen langen s ab und beide Symbole verkörpern den lateinischen Begriff „solidus“. Ein Schilling bestand aus zwölf Pence (12d). Das „d“ steht für „denarius“, das lateinische Wort für eine Zehn-As-Münze. Seit 1971 wird das immer noch bestehende Pfund in einhundert Pence unterteilt, die einige Jahre lang als „neue“ Pence bezeichnet wurden. Heute werden sie einfach „Pence“ genannt und mit dem Symbol „p“ dargestellt. Ohne Berücksichtigung der Inflation gilt: 2,4d. = 1p und 1/- = 5p.

## Briefmarken

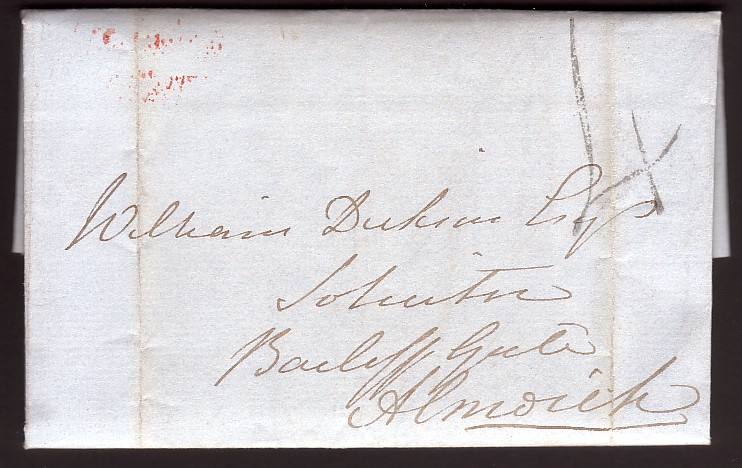
Am zweiten Tag des Bestehens der Uniform Fourpenny Post mit dieser aus Edinburgh versandter Brief mit handgestempelter 4

Rowland Hill trat für die große Postreform von 1839 und 1840 ein, um die stetigen finanziellen Verluste der Post in Gewinne zu verwandeln. Hill überzeugte das Parlament, die Uniform Fourpenny Post einzuführen, die unabhängig von der Entfernung ein pauschales Porto von 4d je ½ Unze (für schwerere Artikel dementsprechend 10s 8d je Pfund) berechnete. Dieser Preis galt ab dem 5. Dezember 1839, blieb jedoch nur 36 Tage in Kraft. Das zeigte sofort Erfolg und am 10. Januar 1840 nahm die Uniform Penny Post ihren Dienst auf, die bei Vorauszahlung des Briefportos nur 1d und bei Zahlung des Portos durch den Empfänger 2d kostete. Dank der Einheitspreise war es möglich, beim Versenden von Briefen nicht mehr mit Bargeld zu zahlen, sondern stattdessen einen „Aufkleber“ zu verwenden. Am 6. Mai kam somit die Penny Black als weltweit erste Briefmarke in Gebrauch.
Ursprünglich war die Briefmarke nur zur Verwendung innerhalb des Vereinigten Königreichs Großbritannien und Irland bestimmt und anfangs daher eigentlich eine Inlandsbriefmarke. Aus diesem Grund ist der Name des Landes nicht darauf enthalten. Im Einvernehmen mit ausländischen Postämtern wurde diese Praxis beibehalten, solange die Briefmarke das Bildnis des Herrschers trug.
Für vorfrankierte Briefumschläge galt dies nicht, deshalb war auf diesen der Name des Landes vermerkt. Auf den speziellen Gedenkmarken anlässlich des Festival of Britain im Jahr 1951 war die Bezeichnung „Britain“ zu lesen. Zu diesem Zeitpunkt stand demnach erstmals der Name des Landes auf einer Briefmarke aus dem Vereinigten Königreich Großbritannien und Nordirland. Die Bezeichnung „British“ hingegen war bereits 1924 auf den Gedenkmarken zur Erinnerung an die britische Kolonialausstellung (British Empire Exhibition) zu lesen gewesen.
Bald zeigte sich, dass Schwarz keine gute Wahl als Briefmarkenfarbe war, da die Stempel darauf schlecht zu erkennen waren und ab 1841 wurden die Briefmarken in Ziegelrot gedruckt. Diese Penny Reds blieben jahrzehntelang in Umlauf.

## Viktorianisches Zeitalter
Während des Viktorianischen Zeitalters kam es zu einer wahren Explosion von Versuchen und Neuerungen. Da es mühsam war, die Briefmarken mit der Schere aus dem Bogen zu schneiden, wurden Versuche mit Durchstich (Durchstichmaschine von Archer) und später Zähnung unternommen. Letztere wurde 1854 zum Standardverfahren. 1847 wurden mit der (achteckigen) 1-Schilling-Marke (0,05 £) die ersten britischen Briefmarken mit Prägedruck herausgegeben. Im nächsten Jahr folgten 10d-Briefmarken und 1854 dann 6d-Briefmarken (0,025 £).
Mit einer von De La Rue gedruckten 4d-Briefmarke erschien 1855 erstmals eine im Hochdruckverfahren hergestellte Briefmarke, das später zum Standarddruckverfahren wurde. Die gestochenen Briefmarken zu ½d (Halfpenny) und 1½d (Penny Halfpenny – Aussprache: Pennyhaypny oder Threehaypence), die 1870 erschienen, waren die letzten gestochenen Exemplare mit Königin Viktoria; die nächsten wurden erst 1913 herausgebracht. Für die im Hochdruck hergestellten Briefmarken aus den 60er und 70er Jahren des 19. Jahrhunderts wurde stets das gleiche Profil Viktorias, aber eine ganze Reihe unterschiedlicher Rahmen, Wasserzeichen und Eckbuchstaben verwendet.
1867 erschien erstmals eine 5-Schilling-Briefmarke (Abkürzung: 5/- oder 5s.) (0,25 £); 1878 folgten eine 10-Schilling-Briefmarke (0,50 £) sowie eine 1 £-Briefmarke und den Höhepunkt bildete 1882 eine 5 £-Briefmarke.
Inzwischen war mit der Kündigung des Druckvertrags von Perkins Bacon auch das Zeitalter der Penny Reds vorbei. Die neuen Briefmarken mit geringen Portowerten wurden ebenfalls im Hochdruck hergestellt. Die erste war eine Penny-Marke in Venezianischrot mit viereckigem Rahmen, die 1880 erschien. Wegen des 1881 beschlossenen Zoll- und Steuergesetzes wurden neue Briefmarken erforderlich, die auch als Stempelmarken dienten. Deshalb wurde in diesem Jahr die Penny Lilac mit der Inschrift „POSTAGE AND INLAND REVENUE“ („Porto und Steuern“) herausgegeben.
Diese Marke blieb für den Rest der Herrschaft Viktorias die Standardbriefmarke und wurde in riesiger Auflage gedruckt. Spätere Ausgaben trugen die Inschrift „POSTAGE & REVENUE“ aus der später das vertrautere „POSTAGE REVENUE“ wurde.
1883 und 1884 wurde bei der lilafarbenen und grünen Ausgabe mit Farben experimentiert, die in Wasser verblassen. Es handelte sich um eher schlichte Entwürfe, mit lilafarbenen Marken für die geringen Portowerte und grünen für die hohen Portowerte, weil das die einzigen beiden verfügbaren Farben waren.
Sie erfüllten ihren Zweck – recht wenige dieser Marken überlebten den Gebrauch, denn die Farben bleichen aus, wenn sie vom Umschlag abgeweicht werden – aber sie waren bei der Bevölkerung nicht beliebt.
Die letzte große Ausgabe mit Viktoria war die Ausgabe zu ihrem Thronjubiläum im Jahr 1887. Dabei handelt es sich um einen Satz aus zwölf Entwürfen zwischen ½d. und 1s., die meist zweifarbig oder auf farbigem Papier gedruckt wurden. (Sie wurden zwar im Jahr des Thronjubiläums herausgebracht, allerdings nicht konkret zu diesem Anlass, darum sind es keine Gedenkmarken.)

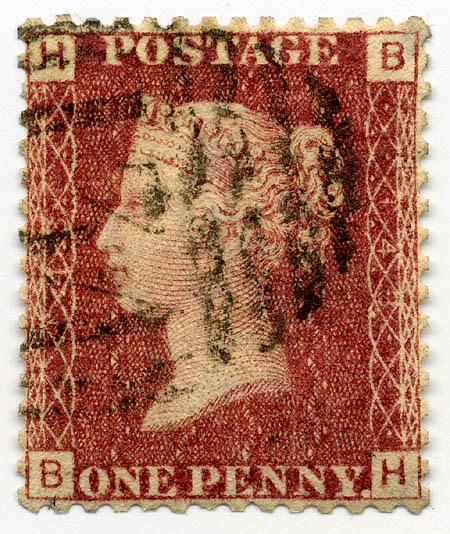
Eine gezähnte Penny Red mit Buchstaben in den vier Ecken und Plattennummer 148, die somit frühestens 1871 gedruckt wurde.
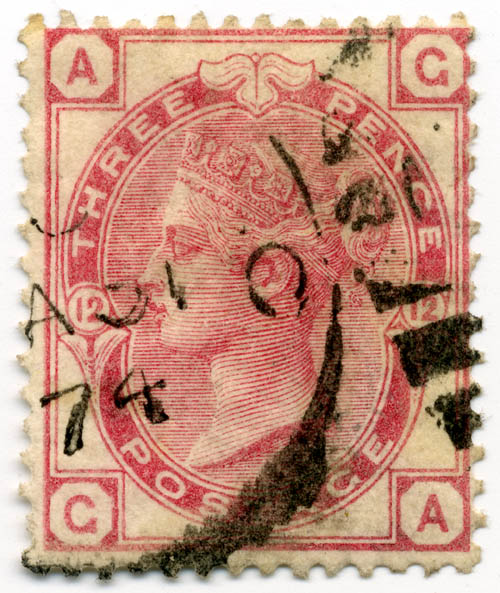
Im Hochdruckverfahren hergestellte Threepence-Briefmarke von 1873.
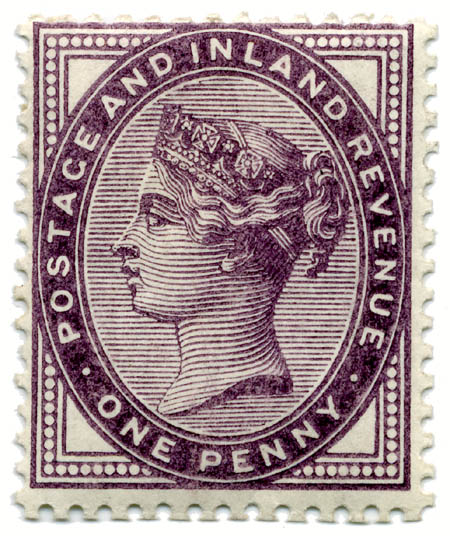
„Penny Lilac“ aus dem Jahr 1881; 16 Punkte in jeder Ecke.
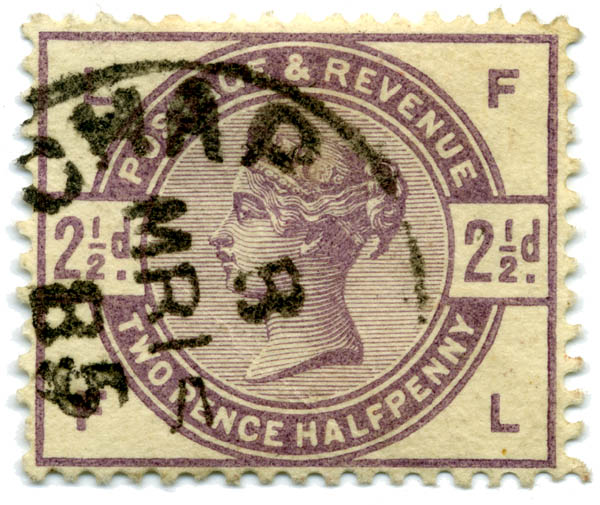
Briefmarke mit einem Portowert von 2½ alten Pence (Twopenny Halfpenny) aus der unbeliebten Serie von 1883/84.
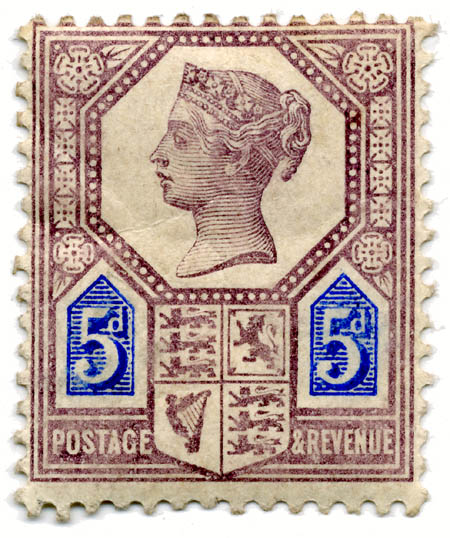
5d-Briefmarke vom Thronjubiläum 1887 – eine der ersten britischen Briefmarken, die zweifarbig gedruckt wurde.

## Frühes 20. Jahrhundert

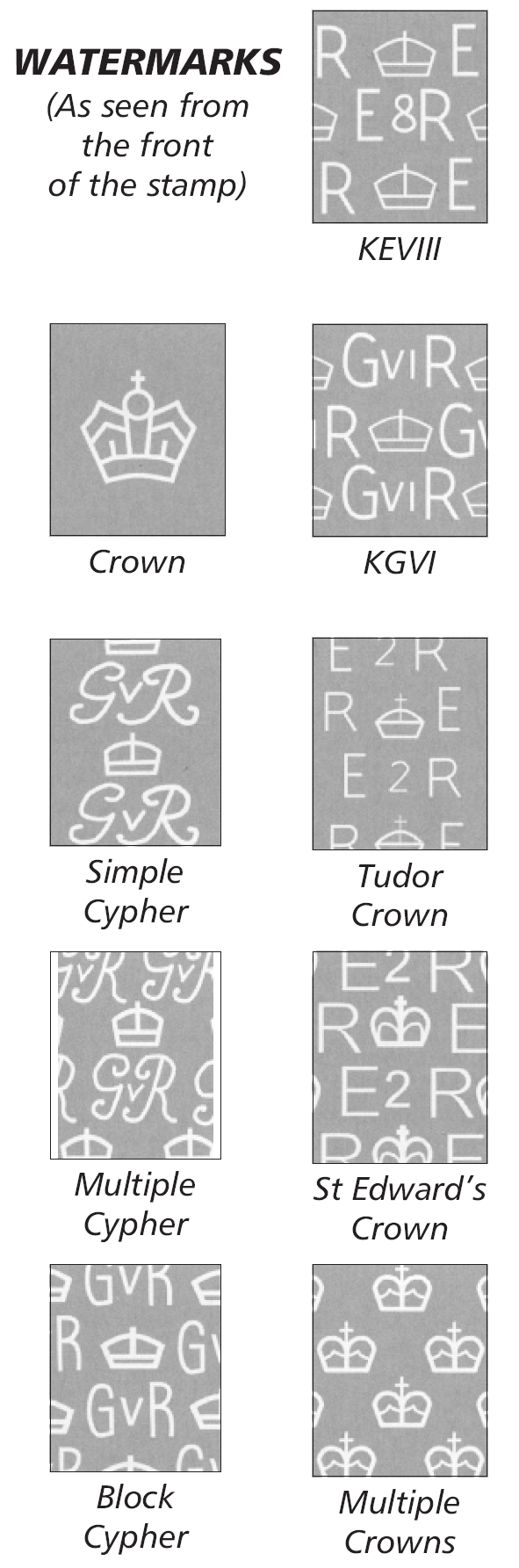
Gängige Wasserzeichen auf britischen Briefmarken (bei Betrachtung der Vorderseite der Marke).

Als Eduard VII. den Thron bestieg, wurden neue Briefmarken benötigt. Allerdings wurde dabei äußerst konservativ vorgegangen: Die Rahmen der meisten Marken vom Thronjubiläum wurden wiederverwendet und das Bildnis des Königs war nach wie vor ein einfaches Profil. Die Regierungszeit König Eduards war verhältnismäßig kurz; es gab keine wesentlichen gestalterischen Änderungen, aber Kreidepapier wurde eingeführt (Diese Art von Papier lässt sich nachweisen, indem Silber über die Oberfläche gerieben wird und eine schwarze Markierung hinterlässt).
Im Gegensatz dazu waren die Briefmarken Georgs V. von Anfang an innovativ. Die erste Ausgabe umfasste Marken mit Portowerten zwischen ½d und 1d, die farblich denen aus der Regierungszeit seines Vorgängers entsprachen. Obwohl die Hauptmerkmale des Entwurfs – eine mittig angeordnete Ellipse für das Porträt, ein Zierrahmen, das Portofeld unten und eine Krone oben – unverändert blieben, kam erstmals ein Bildnis im Dreiviertelprofil zum Einsatz. Bei den darauffolgenden Entwürfen wurde dann allerdings wieder auf das Standardprofil zurückgegriffen.
Die ersten Gedenkmarken des Vereinigten Königreichs Großbritannien und Irland erschienen 1924 anlässlich der britischen Kolonialausstellung (British Empire Exhibition). Die beiden großformatigen Briefmarken, auf denen ein Löwe in achtungsgebietender Pose zu sehen ist, wurden zweimal ausgegeben – in den Jahren 1924 und 1925 – wobei das Ausgabejahr jeweils auf den Marken vermerkt ist. Ein zweiter Gedenkmarkensatz aus dem Jahr 1929 erinnert an den 9. Kongress des Weltpostvereins, der in diesem Jahr in London stattfand.

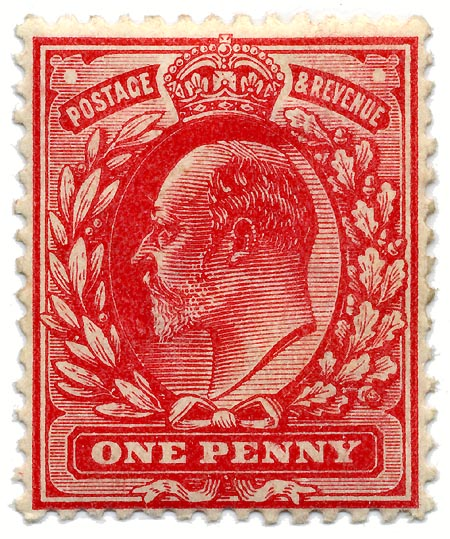
1d-Briefmarke mit Eduard VII. aus dem Jahr 1902.
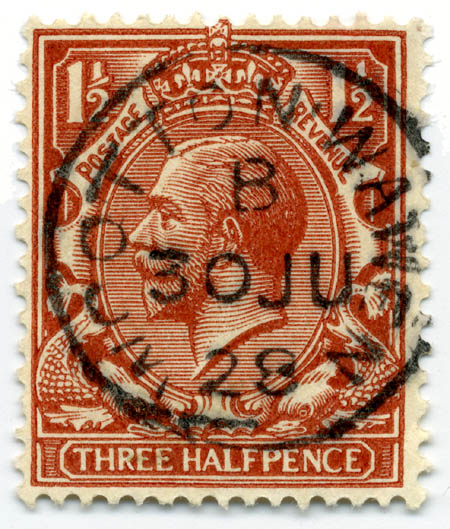
1½d-Briefmarke mit Georg V. aus dem Jahr 1912; 1928 in Wootton Wawen in der Grafschaft Warwickshire verwendet.

## Abdankung und Krieg
Für Eduard VIII. wurde 1936 vor seiner Abdankung ein Satz mit vier Briefmarken herausgegeben. Eine Gedenkmarke erinnert an die Krönung Georg VI. Sie war Teil einer Omnibusserie, die alle Kolonien des Britischen Weltreichs umfasste. Die neuen Dauermarken zeigten ein Profil des Königs, das auf einem von Edmund Dulac angefertigten Gipsabdruck beruht, vor einem einfarbigen Hintergrund. Sie sind die Vorläufer der drei Jahrzehnte später erschienenen Machin-Ausgaben (siehe unten).
1940 wurde mit einem sechs Briefmarken umfassenden Satz, der Viktoria und Georg VI. Seite an Seite zeigt, der einhundertste Jahrestag der Briefmarke begangen. Im darauffolgenden Jahr nahmen die Erfordernisse der Kriegszeit Einfluss auf den Briefmarkendruck. So sehen die Marken des Jahres 1937 wesentlich heller aus, weil sie mit weniger Farbe gedruckt wurden. Zu den Nachkriegsausgaben zählen die 1948 erschienenen Gedenkmarken für die Wiederherstellung des Friedens, die silberne Hochzeit des Königs und die Olympischen Sommerspiele von 1948 sowie die Gedenkmarke zum 75. Jahrestag des Weltpostvereins aus dem Jahr 1949.
1950 änderten sich die Farben aller Marken mit niedrigem Portobetrag. Im Jahr 1951 wurden eine neue Serie mit hohen Portobeträgen (2s 6d, 5s, 10s, £1) und zwei Gedenkmarken für das „Festival of Britain“ herausgebracht.

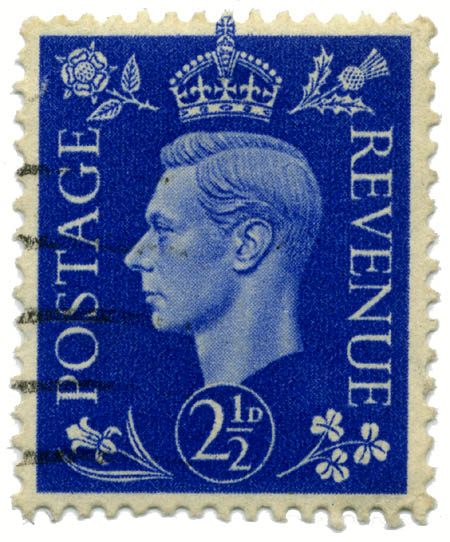
2½d-Briefmarke mit Georg VI. von 1937.

## Unter Elisabeth II.
Als 1952 Elisabeth II. ihrem Vater auf den Thron folgte, wurden neue Briefmarken benötigt. Ergebnis war eine Reihe von Variationen eines Themas, die als Wilding-Ausgaben bezeichnet werden. Sie beruhen auf einem von der Fotografin Dorothy Wilding aufgenommenen Porträt von Königin Elisabeth II.
Die Wilding-Marken blieben bis 1967 in Gebrauch und am 5. Juni des Jahres wurden die Machin-Ausgaben eingeführt. Der Entwurf von Machin ist sehr schlicht – er zeigt eine Profilansicht der Königin vor einem einfarbigen Hintergrund – und sehr beliebt. Bis in die Gegenwart ziert er noch die britische Standardbriefmarke. Fachleute unterscheiden hunderte verschiedener Varianten dieser Marke, denn sie wurde in unzähligen Farben gedruckt, die Umstellung auf das Dezimalsystem erforderte neue Nennwerte und außerdem kam es zu mehreren technischen Verbesserungen beim Druckverfahren.

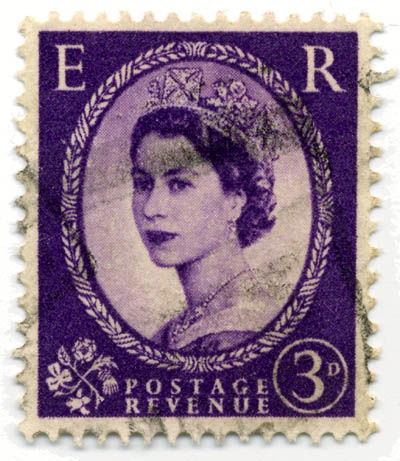
3d-Briefmarke mit Königin Elisabeth II., „Wilding-Ausgabe“ von 1952.

## Gestaltungstrends bei britischen Briefmarken
Bis in die 1950er Jahre gab es nur vereinzelt britische Gedenkmarken. Bei den meisten Briefmarken handelte es sich um Dauermarken, deren wichtigstes Element ein Porträt des amtierenden Monarchen war. Selbst als in den 1950er und frühen 1960er Jahren häufiger Gedenkmarken herausgebracht wurden, blieb das Bildnis des Monarchen ein markantes Merkmal. Es nahm in der Regel zwischen einem Viertel und einem Drittel des Platzes auf der Briefmarke ein, wodurch der Vielseitigkeit und Kreativität der Entwürfe Grenzen gesetzt waren. Das änderte sich 1965, als Postminister Tony Benn neue Kriterien für zulässige Abbildungen auf Briefmarken festlegte. Der Grafiker David Gentleman wendete sich mit alternativen Gestaltungsansätzen an Benn und schlug vor, den Kopf des Monarchen durch ein anderes Nationalsymbol, beispielsweise eine Krone, die königlichen Initialen oder Schriftzüge wie „Great Britain“ oder „UK“ zu ersetzen. Als Kompromisslösung wurde eine kleine, von Mary Gillick geschaffene Silhouette der Königin akzeptiert, die sonst auf Münzen Verwendung fand, und seit dieser Zeit gewöhnlich auf den Gedenkmarken abgebildet wird. Wenn das Porträt des Monarchen ein gestalterisches Hauptelement der Briefmarke ist (wie beispielsweise auf den Ausgaben anlässlich des Geburtstags der Königin), dann ist die Silhouette überflüssig und wird nicht verwendet. Eine Ausnahme von dieser Regel gab es 2000, als ein Gedenkblatt anlässlich des 100. Geburtstags der Königinmutter erschien, zu dem eine Briefmarke mit einer Fotografie der Königin und der Silhouette gehörte.
Ein weiterer Trend ist die zunehmende Nutzung von Briefmarken zur Erinnerung an Ereignisse in Zusammenhang mit der gegenwärtigen königlichen Familie. Bis zur Thronbesteigung Elisabeth II. 1952 waren die Gedenkmarken zum silbernen Thronjubiläum Georg V. von 1935, zur Krönung Georg VI. von 1937 und eine Ausgabe von 1948 anlässlich der Silberhochzeit Georg VI. die einzigen Gedenkmarken anlässlich von Ereignissen in der Königsfamilie. Seit 1952 wurden jedoch Gedenkmarken für zahlreiche Anlässe im Zusammenhang mit der königlichen Familie herausgebracht. Darüber hinaus erschienen Gedenkmarken nach dem Tod von Prinzessin Diana (1998) und Königinmutter Elisabeth (2002).
In Hinblick auf ehemalige Monarchen wurden 1987 Briefmarken anlässlich des 150. Jahrestags der Thronbesteigung durch Königin Viktoria und 1997 zum Gedenken an den 450. Todestag Heinrich VIII. herausgebracht. Zwischen 2008 und 2011 erschienen Briefmarken mit den Bildnissen sämtlicher englischen Könige und Königinnen sowie des schottischen Hauses Stuart.

## Regionalausgaben
Ab 1958 wurden auf den Kanalinseln, der Insel Man, in Nordirland, Schottland und Wales Regionalausgaben eingeführt. Obgleich diese Ausgaben nur in den Postämtern der jeweiligen Landesteile verkauft werden, sind die Ausgaben aus Nordirland, Schottland und Wales im gesamten Vereinigten Königreich Großbritannien und Nordirland gültig. Die Kanalinseln (seit 1969, Alderney seit 1983) und die Insel Man (seit 1973) haben inzwischen eigene Postverwaltungen und geben ihre eigenen Briefmarken heraus, die nur dort gültig sind. Im Januar 2001 führte die Royal Mail auch für England Regionalausgaben ein, die ausschließlich im englischen Landesteil an den Postschaltern verkauft werden, aber im gesamten Vereinigten Königreich Gültigkeit besitzen.

## Die britische Post im Ausland

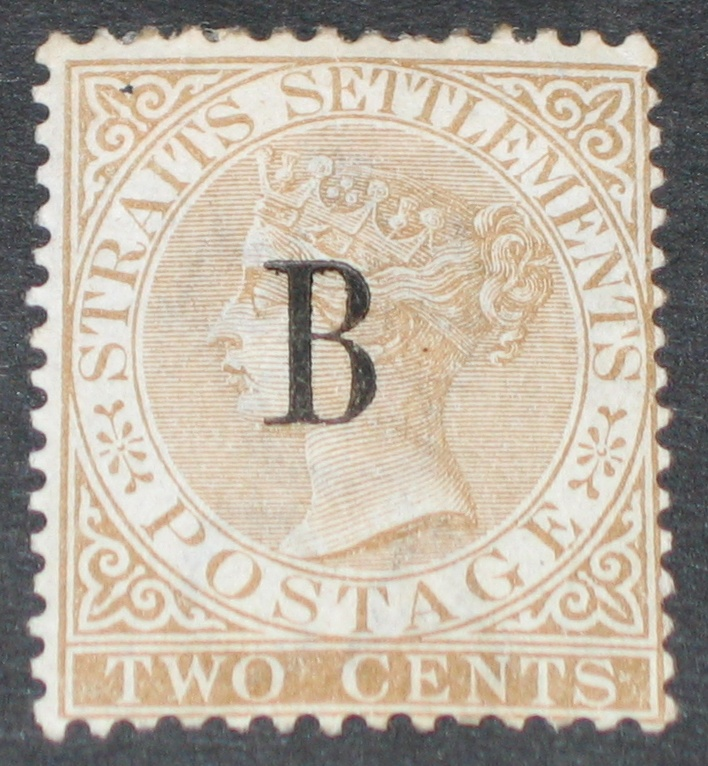
Marke des britischen Postamtes in Bangkok

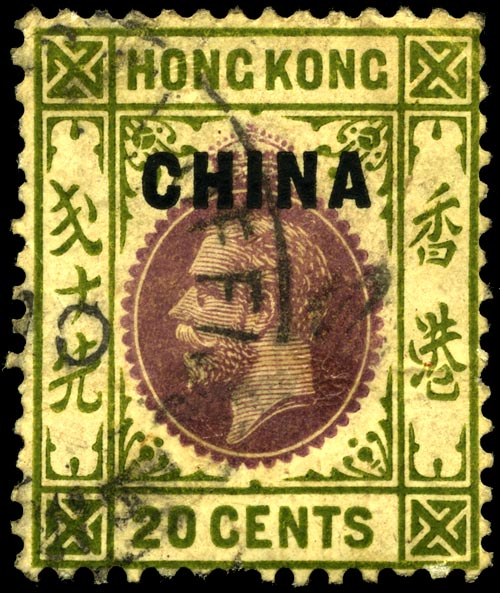
Marke mit Aufdruck China (1917)

Großbritannien unterhielt im späten 19. Jahrhundert und im frühen 20. Jahrhundert Auslandspostanstalten auf Territorien anderer Nationen. Dabei kamen vielfach britische Dauermarken mit Aufdrucken zur Verwendung. Auslandspostanstalten mit eigenen Briefmarkenausgaben bestanden in Bangkok bis 1885, China bis 1922/30, Kreta 1898/99 (lokal gedruckte Briefmarken), Madagaskar bis 1896, Marokko und Tanger bis 1957 sowie dem Osmanischen Reich bis 1914. Weitere Auslandspostanstalten ohne eigene Briefmarkenausgaben bestanden im 19. Jahrhundert in Mittel- und Südamerika sowie bis in die 1960er Jahre im Nahen Osten. Die Zuständigkeit für die Auslandspostämter lag in der Regel beim Hauptpostamt in London, zeitweilig wurde sie jedoch auf untergeordnete Stellen in benachbarten britischen Kolonien übertragen.